# Sebastian Hahn (Autor)
Sebastian Hahn (* 15. Februar 1991 in Bremen) ist ein deutschsprachiger Slam-Poet, Moderator, Autor und Komiker.

## Leben
Sebastian Hahn wuchs in Bremen-Osterholz auf und studierte Psychologie und Soziologie an der Universität Bremen.
Seit 2008 tritt er regelmäßig auf Poetry-Slam- und Comedy-Veranstaltungen auf. Im Jahr 2010 gewann er die Bremer U20-Meisterschaften im Poetry Slam und den BBC Poetry Slam im Royal National Theatre in London. In den Jahren 2011 bis 2019 zog er jeweils ins Finale der Landesmeisterschaften im Poetry Slam für Niedersachsen und Bremen ein. Dieser Rekord gelang bis dahin nur ihm. Bei den Meisterschaften 2014 (Göttingen) wurde er Vizemeister, 2015 (Bremen) Drittplatzierter. Seit 2012 organisiert und moderiert Hahn Poetry Slams in Bremen, Oldenburg, Lemwerder, Papenburg und Westerstede.
Im Frühjahr 2016 erschien eine erste Sammlung von Kurztexten unter dem Titel „Allen dicken Menschen steht Leder“ im Blaulicht Verlag. Sowohl 2015 (Augsburg) als auch 2018 (Zürich) zog er ins Halbfinale der deutschsprachigen Meisterschaften im Poetry Slam ein.
2017 gehörte er zum Ensemble der Kabarettbundesliga. Auch in zahlreichen TV-Produktionen war Hahn vertreten, unter anderem für RTL, den MDR, sowie als Showmaster der 2020 erstmals ausgestrahlten Live-Quizshow „Hurra Sprache! Live aus dem Staatstheater Oldenburg“ bei Oeins.
2019 veröffentlichte er sowohl die Anthologie „JWD – Best of Poetry Slam Niedersachsen“ als auch sein eigenes zweites Werk „hm. Norddeutsche Ekstasen“.
Zusammen mit Theresa Sperling bildet er das Poetry-Slam-Duo „Unterricht mit Psychos“ und gewann das Teamfinale der deutschsprachigen Meisterschaften im Poetry Slam 2020 in Düsseldorf. Des Weiteren veröffentlicht er mit Dominik Bartels den wöchentlich erscheinenden Podcast „Hüftgold“. Das Buch zum Podcast „Ich will ne Schlange! – Best of Jugendsünden“ erschien 2020. 2021 folgte „Sag nichts Mama! – Best of Jugendsünden 2“. 2022 setzten sie mit „Bis einer heult! – Best of Jugendsünden 3“ die Reihe fort.
Hahn lebt und arbeitet in Westerstede nahe Oldenburg.

## Programme
- 2013: Allen dicken Menschen steht Leder
- 2017: hm. Norddeutsche Ekstasen
- 2018: Destinys Boys (mit Dominik Bartels und Gerrit Wilanek)[26]
- 2019: Nur der Erfolg kann sie stoppen (mit Florian Wintels)[27]
- 2020: HÜFTGOLD Live (mit Dominik Bartels)[28]
- 2022: Unterricht mit Psychos (mit Theresa Sperling)[29]
- 2023: Jugendsünden (mit Dominik Bartels)[30]

## Auszeichnungen
- 2010: Sieger Poetry Slam U-20 Meisterschaften Bremen
- 2013: Vegesacker Kulturpreis als Teil der „Leserpromenade“[31][32]
- 2012: Jahressieger der WestStadtStory in der Weststadthalle Essen
- 2011–19: Finalist der niedersächsisch-bremischen Poetry-Slam-Meisterschaften
- 2014: Vizemeister der niedersächsisch-bremischen Poetry-Slam-Meisterschaften (Göttingen)
- 2015: Drittplatzierter der niedersächsisch-bremischen Poetry-Slam-Meisterschaften (Bremen)
- 2015: Halbfinalist der deutschsprachigen Poetry-Slam-Meisterschaften (Augsburg)
- 2017: Gewinner MDR Sputnik Poetry Slam
- 2017: Stadtmeister Poetry Slam Bremen[33]
- 2018: Halbfinalist der deutschsprachigen Poetry-Slam-Meisterschaften (Zürich)
- 2019: Stadtmeister Poetry Slam Osnabrück[34]
- 2020: Gewinner der deutschsprachigen Poetry-Slam-Meisterschaften (Team), Unterricht mit Psychos
- 2021: Eintragung ins goldene Buch der Stadt Nordhorn[35]

## Veröffentlichungen (Auswahl)
- Punchliner Nr. 9. A. Reiffer, 2012, ISBN 978-3-934896-97-0.
- Allen dicken Menschen steht Leder. Blaulicht Verlag, 2016, ISBN 978-3-941552-39-5.
- JWD – Best of Poetry Slam Niedersachsen. Blaulicht Verlag, 2019, ISBN 978-3-941552-45-6.
- hm. Norddeutsche Ekstasen. Blaulicht Verlag, 2019, ISBN 978-3-941552-47-0.
- Hg. mit Dominik Bartels: Ich will ne Schlange! – Best of Jugendsünden. Blaulicht Verlag, 2020, ISBN 978-3-941552-51-7.
- Hg. mit Dominik Bartels: Sag nichts Mama! – Best of Jugendsünden 2. Blaulicht Verlag, 2021, ISBN 978-3-941552-54-8.
- Hg. mit Dominik Bartels: Bis einer heult! – Best of Jugendsünden 3. Blaulicht Verlag 2022, ISBN 978-3-941552-57-9.
- Hg. mit Dominik Bartels: 101 Gründe nicht zu Daten – Best of Horrordates. Blaulicht Verlag, 2024, ISBN 978-3-941552-78-4.